# Тага Хусейн
Та́га Хусе́йн (араб. طه حسين; англ. Taha Hussein; 14 листопада 1889, с. Ізбет ель-Кіло, Мінья — 28 жовтня 1973, Каїр) — єгипетський інтелектуал, філософ і письменник, що увійшов в історію під називним ім'ям «декан арабської літератури» (араб. عميد الأدب العربي, amid al-adab al-'arabi, англ. the dean of Arabic literature).

## Короткі відомості про життя і творчість
Тага Хусейн ще змалку (у віці 3 років) назавжди втратив зір, що аж ніяк не стало на заваді його прагненням здобуття знань.
Він здобув звання доктора Паризької Сорбонни й професора Каїрського університету, був ректором-засновником Александрійського університету.
У 1950—52 роках виконував обов'язки міністра освіти Єгипту.
Тага Хусейн був великим знавцем арабської класичної літератури, а також класичної і сучасної європейської (переклав арабською окремі твори французької та грецької класичної літератури). Вчений відомий своїми детальними розвідками й критичними статтями з літератури Арабського Сходу, починаючи від періоду джагілії, зокрема особливою критикою творчості Аль-Мутанаббі та Аль-Ма'аррі. Науковець-дослідник закидає їй штучність і брак автентичності. Його критика спричинювала обурення та протести консервативних учених із Аль-Азгару. Т. Хусейн був також автором декількох повістей (перш за все, автобіографічної «Дні», Al-Ayyam).

## Найважливіші праці
- في الأدب الجاهلي (Fi al-adab al-dżahijijja) (Про літературу джахілії)
- على هامش السيرة ('Ala al-hamisz as-sira) (На краю життя; про Пророка Мухаммеда)
- ألوان (Alwan) (Барви; збірка есе про арабську та європейську літератури)
- الفتنة الكبرى (Al-fitna al-kubra) (Велике очарування; історична, релігійна та літературна проблематика доби Омеядів)
- حديث الأربعاء (Hadith al-arba') (Розмови по середах; есе про стару й нову арабську літературу)
- فصول في الأدب والنقد (Fusul fi al-adab wa an-naqd) (Роздуми про літературу та критику)
- الأيام (Al-Ayyam) (Дні; велика автобіографічна повість)
- الأديب (Al-adib) (Літератор; повість)
- أحلام شهرازاد (Ahlam Szahrazad) (Сни Шехерезади; повість)
- شجرة البؤس (Szagarat al-bu's) (Дерево нещастя; повість, що торкається багатьох аспектів єгипетського суспільства)